# Серена (річка)
Серена (рос. Серена, Серёна)  — річка в Росії, у Мещовському й Козельському районах Калузької області. Ліва притока Жиздри (басейн Оки).

## Опис
Довжина річки 108 км, найкоротша відстань між витоком і гирлом — 30,36 км, коефіцієнт звивистості річки — 3,56. Площа басейну водозбору 1130 км².

## Розташування
Бере початок на північному сході від села Козаківки. Спочатку тече переважно на північний схід через Ганіно, Покров, Дорохово, Єропкіно, Городище, Карчево і біля Лаптєво повертає на південний схід. Далі тече понад Серенськ, Мошонки, через Плосково, Кликово і на південно-східній стороні від села Кам'янки впадає у річку Жиздру, ліву притоку Оки.
Притоки: Локнава — 26 км (права); Сажня — 11 км, Клютома — 12 км, Велика Нігва — 20 км (ліві).

## Цікаві факти
- На правому березі річки у селі Сбилево розташований природний заказник «Водопад».
- Біля села Молостово на лівому березі річки за 1,3 км розташована станція Липиці залізничної лінії Калуга-1 — Сухиичі.